# 米韓同盟消滅
『米韓同盟消滅』（べいかんどうめいしょうめつ）は、元日本経済新聞社編集委員の鈴置高史の著書。2018年（平成30年）10月20日に新潮社から新潮新書785として出版された。本書の内容に関連する番組がBSフジLIVE プライムニュースで放送されている。

## 関連情報
2018年（平成30年）10月13日、Amazon.co.jpの「朝鮮半島のエリアスタディ」の売れ筋ランキングで1位になった。
2018年（平成30年）11月10日、Amazon.co.jpの「国際政治情勢」の売れ筋ランキングで1位になった。
2019年（令和元年）の第28回「山本七平賞」最終候補作に『純粋機械化経済　頭脳資本主義と日本の没落』（井上智洋著）、『マーガレット・サッチャー　政治を変えた「鉄の女」』（冨田浩司著）ともに選ばれた（受賞作は『マーガレット・サッチャー』）。

## 概要
序文によると、本書を出版した目的は「米韓同盟が消滅しかかっていると日本人に知らせることにある」と記されている。米韓同盟が消滅すると「米国の後ろ盾を失えば、韓国は表向きは中立を唱えるだろうが、実質的には中国の勢力圏に入る可能性が高い」と予測する。もしそうなれば、「朝鮮半島は日清戦争以前の状態に戻り、百数十年ぶりに日本は大陸と直接向き合うことなる」と続けている。そして、「朝鮮半島に大陸勢力が入りこんで来るたびに、日本人は不安にかられ戦ってきた」と指摘し、その例として、「巨大化した唐と戦った白村江の戦い（663年）」と、「李氏朝鮮を西洋型属国に再編しようとした清との日清戦争（1894―1895年）」と、「清に代わって李氏朝鮮を属国化し、南下を図ったロシアとの日露戦争（1904―1905年）」を挙げている。一方、「大陸の勢力下に入った朝鮮を放置したこともあった」と指摘し、その例として、元寇を挙げて「日本まで攻めてきたモンゴルとは2度にわたって戦ったが、朝鮮半島に逆上陸はしなかった。ただ、その時も国の守りも厳重に固めた」と記している。

もう一つの目的は韓国の核武装に警告を発することである。序文では、
　米国の軍事行動なしに、北朝鮮に核を放棄させられるかは現時点では不明である。北朝鮮が核を持ち続ける場合、韓国はそれを民族共有の核として活用しようとするであろう。
　それどころか、文在寅政権には北朝鮮の核武装を助けるフシさえある。「南北の和解」を名分に、北朝鮮への経済援助に乗り出したのだ。
と記されている。同じ内容のインタビューがデイリー新潮のサイトに掲載されている。

## 書誌情報
- 鈴置高史『米韓同盟消滅』新潮社〈新潮新書 785〉、2018年10月20日。ISBN 978-4-10-610785-6。

## 関連文献
- 櫻田淳 (2018年2月9日). “米韓同盟が崩壊するとき、日本が採るべき「二つの選択」　決して空想の出来事ではなくなってきた”.   講談社 現代ビジネス. 2019年9月16日閲覧。
- 鈴置高史 (2018年8月22日). “「米韓同盟消滅」に焦る韓国の保守　その時は、日本と一緒に核武装？”.  早読み 深読み 朝鮮半島. 2019年9月16日閲覧。
- 鈴置高史 (2018年10月23日).  デイリー新潮編集部 編集: “韓国の本音は｢南北共同の核保有｣だ！──朝鮮半島「先読みのプロ」が断言”.   デイリー新潮. 2019年9月16日閲覧。
- 鈴置高史 (2018年12月7日). “「米韓同盟消滅」にようやく気づいた韓国人　文在寅は米国に「縁切り」を言わせたい”.   早読み 深読み 朝鮮半島. 2019年9月16日閲覧。
- 鈴置高史 (2019年7月30日).  週刊新潮WEB取材班 編集: “日・ロ・中・朝から袋叩きの韓国　米韓同盟の終焉を周辺国は見透かした”.   デイリー新潮. 2019年9月16日閲覧。
- 鈴置高史 (2019年8月27日).  週刊新潮WEB取材班 編集: “トランプの顔に泥を塗った文在寅　米韓同盟はいつまで持つのか”.   デイリー新潮. 2019年9月16日閲覧。
- 鈴置高史 (2019年9月13日).  週刊新潮WEB取材班 編集: “韓国は元々中国の属国――米国で公然と語られ始めた米韓同盟の本質的な弱点”.   デイリー新潮. 2019年9月16日閲覧。
- 鈴置高史「「米韓同盟消滅」から目を逸らすな」『Voice』2019年11月号(通巻503号)、PHP研究所、2019年10月10日、58-65頁。
- 鈴置高史 (2019年11月11日).  週刊新潮WEB取材班 編集: “文在寅のせいで米国に見捨てられる　核武装しかないと言い始めた韓国の保守派”.   デイリー新潮. 2019年11月16日閲覧。
- 鈴置高史 (2019年12月13日).  週刊新潮WEB取材班 編集: “ついに「中韓同盟」を唱え始めた文在寅政権　トランプ大統領は「韓国は北朝鮮側の国」と分類”.   デイリー新潮. 2019年12月15日時点のオリジナルよりアーカイブ。2019年12月15日閲覧。